# Prêmio Saturno de melhor atriz coadjuvante em cinema
Esta é uma lista das vencedoras do Prêmio Saturno de melhor atriz coadjuvante em um filme.

## Vencedoras
| Ano       | Atriz               | Longa-metragem             |
| --------- | ------------------- | -------------------------- |
| 1974/1975 | Ida Lupino          | The Devil's Rain           |
| 1976      | Bette Davis         | Burnt Offerings            |
| 1977      | Susan Tyrrell       | Bad                        |
| 1978      | Dyan Cannon         | Heaven Can Wait            |
| 1979      | Veronica Cartwright | Alien                      |
| 1980      | Eve Brent Ashe      | Fade to Black              |
| 1981      | Frances Sternhagen  | Outland                    |
| 1982      | Zelda Rubinstein    | Poltergeist                |
| 1983      | Candy Clark         | Blue Thunder               |
| 1984      | Polly Holiday       | Gremlins                   |
| 1985      | Anne Ramsey         | The Goonies                |
| 1986      | Jenette Goldstein   | Aliens                     |
| 1987      | Anne Ramsey         | Throw Momma from the Train |
| 1988      | Sylvia Sidney       | Beetlejuice                |

## Década de 1990
| Ano     | Vencedoras e Indicadas      | Filme                                    | Personagem                        |
| ------- | --------------------------- | ---------------------------------------- | --------------------------------- |
| 1989/90 | Whoopi Goldberg             | Ghost                                    | Oda Mae Brown                     |
| 1989/90 | Kim Basinger                | Batman                                   | Vicki Vale                        |
| 1989/90 | Finn Carter                 | Tremors                                  | Rhonda LeBeck                     |
| 1989/90 | Reba McEntire               | Tremors                                  | Heather Gummer                    |
| 1989/90 | Julia Roberts               | Flatliners                               | Rachel Mannus                     |
| 1989/90 | Jenny Seagrove              | The Guardian                             | Camilla Grandier / Diana Julian   |
| 1989/90 | Mary Steenburgen            | Back to the Future Part III              | Clara Clayton                     |
| 1989/90 | Rachel Ticotin              | Total Recall                             | Melina                            |
| 1989/90 | Mai Zetterling              | The Witches                              | Helga Eveshim                     |
| 1991    | Mercedes Ruehl              | The Fisher King                          | Anne Napolitano                   |
| 1991    | Robin Bartlett              | If Looks Could Kill                      | Patricia Grober                   |
| 1991    | Jennifer Connelly           | The Rocketeer                            | Jenny Blake                       |
| 1991    | Mary Elizabeth Mastrantonio | Robin Hood: Prince of Thieves            | Marian                            |
| 1991    | Frances Sternhagen          | Misery                                   | Virginia                          |
| 1991    | Dianne Wiest                | Edward Scissorhands                      | Peg Boggs                         |
| 1992    | Isabella Rossellini         | Death Becomes Her                        | Lisle Von Rhoman                  |
| 1992    | Kim Cattrall                | Star Trek VI: The Undiscovered Country   | Valeris                           |
| 1992    | Julianne Moore              | The Hand That Rocks the Cradle           | Marlene Craven                    |
| 1992    | Michelle Pfeiffer           | Batman Returns                           | Selina Kyle / Mulher-Gato         |
| 1992    | Rene Russo                  | Freejack                                 | Julie Redlund                     |
| 1992    | Frances Sternhagen          | Raising Cain                             | Dra. Lynn Waldheim                |
| 1992    | Marcia Strassman            | Honey, I Blew Up the Kid                 | Diane Szalinski                   |
| 1992    | Robin Wright                | Toys                                     | Gwen Tyler                        |
| 1993    | Amanda Plummer              | Needful Things                           | Nettie Cobb                       |
| 1993    | Nancy Allen                 | RoboCop 3                                | Policial Anne Lewis               |
| 1993    | Joan Cusack                 | Addams Family Values                     | Debbie Jellinsky                  |
| 1993    | Julie Harris                | The Dark Half                            | Reggie DeLesseps                  |
| 1993    | Kathy Najimy                | Hocus Pocus                              | Mary Sanderson                    |
| 1993    | Sarah Jessica Parker        | Hocus Pocus                              | Sarah Sanderson                   |
| 1993    | Kyra Sedgwick               | Heart and Souls                          | Julia                             |
| 1993    | Alfre Woodard               | Heart and Souls                          | Penny Washington                  |
| 1994    | Mia Sara                    | Timecop                                  | Melissa Walker                    |
| 1994    | Halle Berry                 | The Flintstones                          | Sharon Stone                      |
| 1994    | Rosie O'Donnell             | The Flintstones                          | Betty Rubble                      |
| 1994    | Tia Carrere                 | True Lies                                | Juno Skinner                      |
| 1994    | Whoopi Goldberg             | Star Trek Generations                    | Guinan                            |
| 1994    | Robin Wright                | Forrest Gump                             | Jenny Curran                      |
| 1995    | Bonnie Hunt                 | Jumanji                                  | Sarah Whittle                     |
| 1995    | Illeana Douglas             | To Die For                               | Janice Marretto                   |
| 1995    | Salma Hayek                 | Desperado                                | Carolina                          |
| 1995    | Jennifer Jason Leigh        | Dolores Claiborne                        | Selena St. George                 |
| 1995    | Juliette Lewis              | From Dusk Till Dawn                      | Kate Fuller                       |
| 1995    | Gwyneth Paltrow             | Seven                                    | Tracy Mills                       |
| 1996    | Alice Krige                 | Star Trek: First Contact                 | Rainha Borg                       |
| 1996    | Fairuza Balk                | The Craft                                | Nancy Downs                       |
| 1996    | Drew Barrymore              | Scream                                   | Casey Becker                      |
| 1996    | Glenn Close                 | 101 Dalmatians                           | Cruella de Vil                    |
| 1996    | Pam Ferris                  | Matilda                                  | Agatha Trunchbull                 |
| 1996    | Vivica A. Fox               | Independence Day                         | Jasmine Dubrow                    |
| 1996    | Jennifer Tilly              | Bound                                    | Violet                            |
| 1997    | Gloria Stuart               | Titanic                                  | Rose Calvert                      |
| 1997    | Joan Allen                  | Face/Off                                 | Dr. Eve Archer                    |
| 1997    | Courteney Cox               | Scream 2                                 | Gale Weathers                     |
| 1997    | Teri Hatcher                | Tomorrow Never Dies                      | Paris Carver                      |
| 1997    | Milla Jovovich              | Le Cinquième élément (The Fifth Element) | Leeloo                            |
| 1997    | Winona Ryder                | Alien: Resurrection                      | Annalee Call                      |
| 1998    | Joan Allen                  | Pleasantville                            | Betty Parker                      |
| 1998    | Claire Forlani              | Meet Joe Black                           | Dra. Susan Parrish                |
| 1998    | Anne Heche                  | Psycho                                   | Marion Crane                      |
| 1998    | Anjelica Huston             | Ever After: A Cinderella Story           | Baronesa Rodmilla de Ghent        |
| 1998    | Sheryl Lee                  | John Carpenter's Vampires                | Katrina                           |
| 1998    | Charlize Theron             | Mighty Joe Young                         | Jill Young                        |
| 1999    | Patricia Clarkson           | The Green Mile                           | Melinda Moores                    |
| 1999    | Pernilla August             | Star Wars Episode I: The Phantom Menace  | Shmi Skywalker                    |
| 1999    | Joan Cusack                 | Arlington Road                           | Cheryl Lang / Cheryl Fenimore     |
| 1999    | Geena Davis                 | Stuart Little                            | Sra. Little                       |
| 1999    | Miranda Richardson          | Sleepy Hollow                            | Lady Mary Van Tassel / Irmã Crone |
| 1999    | Sissy Spacek                | Blast from the Past                      | Helen Thomas Webber               |

## Década de 2000
| Ano  | Vencedoras e Indicadas | Filme                                                  | Personagem                         |
| ---- | ---------------------- | ------------------------------------------------------ | ---------------------------------- |
| 2000 | Rebecca Romijn         | X-Men                                                  | Mística                            |
| 2000 | Cameron Diaz           | Charlie's Angels                                       | Natalie Cook                       |
| 2000 | Lucy Liu               | Charlie's Angels                                       | Alex Munday                        |
| 2000 | Rene Russo             | The Adventures of Rocky and Bullwinkle                 | Natasha Fatale                     |
| 2000 | Hilary Swank           | The Gift                                               | Valerie Barksdale                  |
| 2000 | Ziyi Zhang             | Crouching Tiger, Hidden Dragon                         | Jen                                |
| 2001 | Fionnula Flanagan      | The Others                                             | Bertha Mills                       |
| 2001 | Monica Bellucci        | Le Pacte des loups (Brotherhood of the Wolf)           | Sylvia                             |
| 2001 | Helena Bonham Carter   | Planet of the Apes                                     | Ari                                |
| 2001 | Cameron Diaz           | Vanilla Sky                                            | Julie Gianni                       |
| 2001 | Frances McDormand      | The Man Who Wasn't There                               | Doris Crane                        |
| 2001 | Maggie Smith           | Harry Potter and the Philosopher's Stone               | Minerva McGonagall                 |
| 2002 | Samantha Morton        | Minority Report                                        | Agatha Lively                      |
| 2002 | Halle Berry            | Die Another Day                                        | Giacinta "Jinx" Johnson            |
| 2002 | Connie Nielsen         | One Hour Photo                                         | Nina Yorkin                        |
| 2002 | Rachel Roberts         | S1m0ne                                                 | Simone                             |
| 2002 | Sissy Spacek           | Tuck Everlasting                                       | Mae Tuck                           |
| 2002 | Emily Watson           | Red Dragon                                             | Reba McClane                       |
| 2003 | Ellen DeGeneres        | Finding Nemo                                           | Dory (voz)                         |
| 2003 | Keira Knightley        | Pirates of the Caribbean: The Curse of the Black Pearl | Elizabeth Swann                    |
| 2003 | Kristanna Loken        | Terminator 3: Rise of the Machines                     | T-X                                |
| 2003 | Lucy Liu               | Kill Bill (Volume 1)                                   | O-Ren Ishii                        |
| 2003 | Miranda Otto           | The Lord of the Rings: The Return of the King          | Éowyn                              |
| 2003 | Peta Wilson            | The League of Extraordinary Gentlemen                  | Mina Harker                        |
| 2004 | Daryl Hannah           | Kill Bill (Volume 2)                                   | Elle Driver                        |
| 2004 | Kim Basinger           | Cellular                                               | Jessica Kate Martin                |
| 2004 | Irma P. Hall           | The Ladykillers                                        | Marva Munson                       |
| 2004 | Angelina Jolie         | Sky Captain and the World of Tomorrow                  | Comandante Francesca "Franky" Cook |
| 2004 | Diane Kruger           | National Treasure                                      | Abigail Chase                      |
| 2004 | Meryl Streep           | The Manchurian Candidate                               | Senadora Eleanor Prentiss Shaw     |
| 2005 | Summer Glau            | Serenity                                               | River Tam                          |
| 2005 | Jessica Alba           | Sin City                                               | Nancy Callahan                     |
| 2005 | Jennifer Carpenter     | The Exorcism of Emily Rose                             | Emily Rose                         |
| 2005 | Katie Holmes           | Batman Begins                                          | Rachel Dawes                       |
| 2005 | Michelle Monaghan      | Kiss Kiss Bang Bang                                    | Harmony Faith Lane                 |
| 2005 | Gena Rowlands          | The Skeleton Key                                       | Violet Devereaux                   |
| 2006 | Famke Janssen          | X-Men: The Last Stand                                  | Jean Grey / Fênix Negra            |
| 2006 | Cate Blanchett         | Notes on a Scandal                                     | Sheba Hart                         |
| 2006 | Eva Green              | Casino Royale                                          | Vesper Lynd                        |
| 2006 | Rachel Hurd-Wood       | Perfume: The Story of a Murderer                       | Laura Richis                       |
| 2006 | Parker Posey           | Superman Returns                                       | Kitty Kowalski                     |
| 2006 | Emma Thompson          | Stranger than Fiction                                  | Karen Eiffel                       |
| 2007 | Marcia Gay Harden      | The Mist                                               | Sra. Carmody                       |
| 2007 | Lizzy Caplan           | Cloverfield                                            | Marlena Diamond                    |
| 2007 | Lena Headey            | 300                                                    | Rainha Gorgo                       |
| 2007 | Rose McGowan           | Grindhouse                                             | Cherry Darling                     |
| 2007 | Michelle Pfeiffer      | Stardust                                               | Lamia                              |
| 2007 | Imelda Staunton        | Harry Potter and the Order of the Phoenix              | Dolores Umbridge                   |
| 2008 | Tilda Swinton          | The Curious Case of Benjamin Button                    | Elizabeth Abbott                   |
| 2008 | Joan Allen             | Death Race                                             | Hennessey                          |
| 2008 | Judi Dench             | Quantum of Solace                                      | M                                  |
| 2008 | Olga Kurylenko         | Quantum of Solace                                      | Camille Montes                     |
| 2008 | Charlize Theron        | Hancock                                                | Mary Embrey                        |
| 2008 | Carice van Houten      | Valkyrie                                               | Nina von Stauffenberg              |
| 2009 | Sigourney Weaver       | Avatar                                                 | Dra. Grace Augustine               |
| 2009 | Malin Åkerman          | Watchmen                                               | Laurie Juspeczyk / Espectral II    |
| 2009 | Diane Kruger           | Inglourious Basterds                                   | Bridget von Hammersmark            |
| 2009 | Rachel McAdams         | Sherlock Holmes                                        | Irene Adler                        |
| 2009 | Lorna Raver            | Drag Me to Hell                                        | Sylvia Ganush                      |
| 2009 | Susan Sarandon         | The Lovely Bones                                       | Lynn                               |

## Década de 2010
| Ano     | Vencedores e Indicados  | Filme                                           | Personagem                     |
| ------- | ----------------------- | ----------------------------------------------- | ------------------------------ |
| 2010    | Mila Kunis              | Black Swan                                      | Lily                           |
| 2010    | Scarlett Johansson      | Iron Man 2                                      | Natasha Romanoff / Viúva Negra |
| 2010    | Keira Knightley         | Never Let Me Go                                 | Ruth                           |
| 2010    | Helen Mirren            | Red                                             | Victoria Winslow               |
| 2010    | Vanessa Redgrave        | Letters to Juliet                               | Claire Smith-Wyman             |
| 2010    | Jacki Weaver            | Animal Kingdom                                  | Janine "Smurf" Cody            |
| 2011    | Emily Blunt             | The Adjustment Bureau                           | Elise Sellas                   |
| 2011    | Elena Anaya             | La piel que habito (The Skin I Live In)         | Vera Cruz                      |
| 2011    | Charlotte Gainsbourg    | Melancholia                                     | Claire                         |
| 2011    | Paula Patton            | Mission: Impossible – Ghost Protocol            | Jane Carter                    |
| 2011    | Lin Shaye               | Insidious                                       | Elise Rainier                  |
| 2011    | Emma Watson             | Harry Potter and the Deathly Hallows – Part 2   | Hermione Granger               |
| 2012    | Anne Hathaway           | The Dark Knight Rises                           | Selina Kyle / Mulher-Gato      |
| 2012    | Anne Hathaway           | Les Misérables                                  | Fantine                        |
| 2012    | Judi Dench              | Skyfall                                         | M                              |
| 2012    | Gina Gershon            | Killer Joe                                      | Sharla Smith                   |
| 2012    | Nicole Kidman           | The Paperboy                                    | Charlotte Bless                |
| 2012    | Charlize Theron         | Snow White and the Huntsman                     | Rainha Ravenna                 |
| 2013    | Scarlett Johansson      | Her                                             | Samantha (voz)                 |
| 2013    | Nicole Kidman           | Stoker                                          | Evelyn Stoker                  |
| 2013    | Melissa Leo             | Prisoners                                       | Holly Jones                    |
| 2013    | Evangeline Lilly        | The Hobbit: The Desolation of Smaug             | Tauriel                        |
| 2013    | Jena Malone             | The Hunger Games: Catching Fire                 | Johanna Mason                  |
| 2013    | Emily Watson            | The Book Thief                                  | Rosa Hubermann                 |
| 2014    | Rene Russo              | Nightcrawler                                    | Nina Romina                    |
| 2014    | Jessica Chastain        | Interstellar                                    | Murphy Cooper                  |
| 2014    | Scarlett Johansson      | Captain America: The Winter Soldier             | Natasha Romanoff / Viúva Negra |
| 2014    | Evangeline Lilly        | The Hobbit: The Battle of the Five Armies       | Tauriel                        |
| 2014    | Emma Stone              | Birdman or (The Unexpected Virtue of Ignorance) | Sam Thomson                    |
| 2014    | Meryl Streep            | Into the Woods                                  | A Bruxa                        |
| 2015    | Jessica Chastain        | Crimson Peak                                    | Lady Lucille Sharp             |
| 2015    | Carrie Fisher           | Star Wars: Episode VII — The Force Awakens      | General Leia Organa            |
| 2015    | Lupita Nyong'o          | Star Wars: Episode VII — The Force Awakens      | Maz Kanata                     |
| 2015    | Evangeline Lilly        | Ant-Man                                         | Hope Pym                       |
| 2015    | Alicia Vikander         | Ex Machina                                      | Ava                            |
| 2015    | Tamannaah Bhatia        | Baahubali: The Beginning                        | Avantika                       |
| 2016    | Tilda Swinton           | Doctor Strange                                  | Anciã                          |
| 2016    | Scarlett Johansson      | Captain America: Civil War                      | Natasha Romanoff / Viúva Negra |
| 2016    | Margot Robbie           | Suicide Squad                                   | Harley Quinn / Arlequina       |
| 2016    | Kate McKinnon           | Ghostbusters                                    | Dr.ª Jillian "Holtz" Holtzmann |
| 2016    | Betty Buckley           | Split                                           | Dr.ª Karen Fletcher            |
| 2016    | Bryce Dallas Howard     | Gold                                            | Kay                            |
| 2017    | Danai Gurira            | Black Panther                                   | Okoye                          |
| 2017    | Ana de Armas            | Blade Runner 2049                               | Joi                            |
| 2017    | Carrie Fisher (póstumo) | Star Wars: The Last Jedi                        | General Leia Organa            |
| 2017    | Kelly Marie Tran        | Star Wars: The Last Jedi                        | Rose Tico                      |
| 2017    | Octavia Spencer         | The Shape of Water                              | Zelda Delilah Fuller           |
| 2017    | Tessa Thompson          | Thor: Ragnarok                                  | Valquíria                      |
| 2017    | Lois Smith              | Marjorie Prime                                  | Marjorie                       |
| 2018-19 | Zendaya                 | Spider-Man: Far From Home                       | MJ                             |
| 2018-19 | Cynthia Erivo           | Bad Times at the El Royale                      | Darlene Sweet                  |
| 2018-19 | Scarlett Johansson      | Avengers: Endgame                               | Natasha Romanoff / Viúva Negra |
| 2018-19 | Karen Gillan            | Avengers: Endgame                               | Nebulosa                       |
| 2018-19 | Amber Heard             | Aquaman                                         | Mera                           |
| 2018-19 | Naomi Scott             | Aladdin                                         | Princesa Jasmine               |
| 2018-19 | Hailee Steinfeld        | Bumblebee                                       | Charlie Watson                 |
| 2019-20 | Ana de Armas            | Knives Out                                      | Marta Cabrera                  |
| 2019-20 | Jamie Lee Curtis        | Knives Out                                      | Linda Drysdale                 |
| 2019-20 | Zazie Beetz             | Joker                                           | Sophie Dumond                  |
| 2019-20 | Amanda Seyfried         | Mank                                            | Marion Davies                  |
| 2019-20 | Linda Hamilton          | Terminator: Dark Fate                           | Sarah Connor                   |
| 2019-20 | Jurnee Smollett         | Birds of Prey                                   | Dinah Lance / Canário Negro    |
| 2019-20 | Ellen Burstyn           | Lucy in the Sky                                 | Nana Holbrook                  |

## Década de 2020
| Ano       | Vencedoras e Indicadas | Filme                                     | Personagem             |
| --------- | ---------------------- | ----------------------------------------- | ---------------------- |
| 2021-2022 | Awkwafina              | Shang-Chi and the Legend of the Ten Rings | Katy Chen              |
| 2021-2022 | Stephanie Hsu          | Everything Everywhere All at Once         | Joy Wong / Jobu Tupaki |
| 2021-2022 | Marisa Tomei           | Spider-Man: No Way Home                   | May Parker             |
| 2021-2022 | Carrie Coon            | Ghostbusters: Afterlife                   | Callie Spengler        |
| 2021-2022 | Viola Davis            | The Suicide Squad                         | Amanda Waller          |
| 2021-2022 | Diana Rigg (póstumo)   | Last Night in Soho                        | Sra. Collins           |
| 2021-2022 | Jodie Comer            | Free Guy                                  | Millie Rusk            |
| 2022-2023 | Emily Blunt            | Oppenheimer                               | Katherine Oppenheimer  |
| 2022-2023 | Angela Bassett         | Black Panther: Wakanda Forever            | Rainha Ramonda         |
| 2022-2023 | Phoebe Waller-Bridge   | Indiana Jones and the Dial of Destiny     | Helena Shaw            |
| 2022-2023 | Melissa McCarthy       | The Little Mermaid                        | Úrsula                 |
| 2022-2023 | Sophie Wilde           | Talk to Me                                | Mia                    |
| 2022-2023 | Jane Curtin            | Jules                                     | Joyce                  |
| 2023-2024 | Rebecca Ferguson       | Dune: Part Two                            | Lady Jessica           |
| 2023-2024 | Margaret Qualley       | The Substance                             | Sue                    |
| 2023-2024 | Barbara Hershey        | Strange Darling                           | Helena Shaw            |
| 2023-2024 | Cailee Spaeny          | Alien: Romulus                            | Marie "Rain" Carradine |
| 2023-2024 | Juliette Lewis         | The Thicket                               | Cut Throat Bill        |
| 2023-2024 | Emma Corrin            | Deadpool & Wolverine                      | Cassandra Nova         |
| 2023-2024 | Zendaya                | Dune: Part Two                            | Chani                  |